# USS Peary (DD-226)
L'USS Peary (DD-226) est un destroyer de la classe Clemson mis en service dans l'United States Navy peu après la Première Guerre mondiale.
Sa quille est posée le 9 septembre 1919 au chantier naval William Cramp & Sons Shipbuilding & Engine Company de Philadelphie, en Pennsylvanie. Il est lancé le 6 avril 1920 ; parrainée par Mme Edward Stafford (fille de l'amiral Peary), et mis en service le 22 octobre 1920.

## Historique
Le Peary sert en Extrême-Orient à partir de 1922. Avec la « Yangtze River Patrol » de 1923 à 1931, il effectue des déploiements annuels dans les eaux chinoises protégeant les intérêts américains de 1931 au début de la Seconde Guerre mondiale.
Le Peary est amarré à Cavite, aux Philippines, lorsque la nouvelle du raid sur Pearl Harbor lui parvient. Il essuie un raid sur la base navale de la ville deux jours plus tard, au cours duquel il est endommagé et perd huit membres de son équipage. Un incendie à bord est maîtrisé par l'USS Pillsbury avant qu'il soit remorqué par l'USS Whippoorwill. Son commandant, le commandant H. H. Keith est blessé dans cet engagement et relevé par le commandant J. M. Bermingham.   

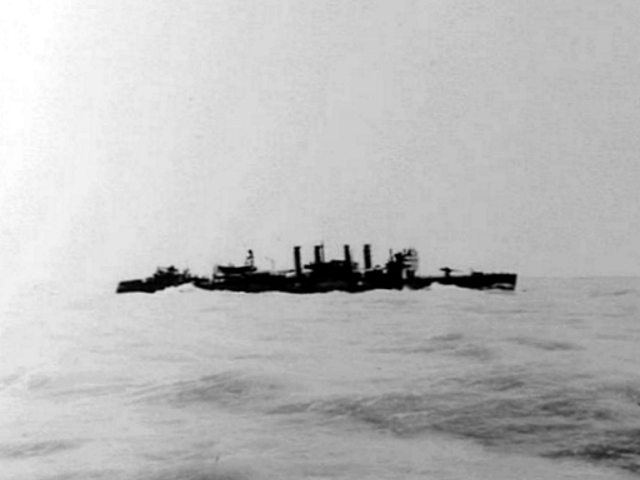
Le Peary dans la mer de Timor en 1942.

Le 26 décembre 1941 lors de son transit, le Peary est attaqué sans succès par des bombardiers japonais.
Le matin du 27 décembre à Campomanes Bay, sur l'île Negros, le Peary est camouflé par de la peinture verte dans l'espoir d'échapper aux bombardiers japonais. À la tombée de l'obscurité, le navire reprend sa route à travers la mer de Célèbes par le détroit de Macassar. .
Le lendemain, il est repéré par un bombardier japonais qui le suit jusqu'au début de l'après-midi, moment où lequel il est rejoint par trois autres bombardiers qui entament une attaque de deux heures. 230 kg de bombes sont largués ainsi que deux torpilles à seulement 460 mètres de la coque. Afin d'échapper à l'attaque, le Peary manœuvre et parvient à éviter une seconde attaque, ratant la poupe à neuf mètres près. À la suite de cet échec, les bombardiers se sont alors retirés. 

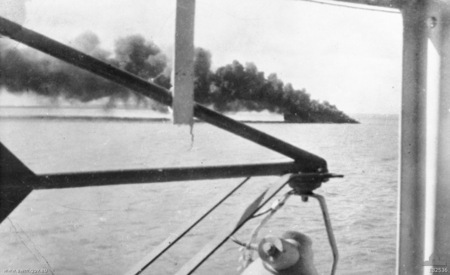
Naufrage du Peary au large de Darwin (Australie) le 19 février 1942.

Au début de 1942, le destroyer rejoint Darwin, en Australie. En janvier et une partie de février, il opère depuis la ville, principalement dans la lutte ASM. Les 15 et 16 février, le Peary participe à une mission de transport de renforts et de fournitures aux forces alliées au Timor néerlandais, avant d'être interrompu après avoir subi une attaque aérienne intense. Le 19 février 1942, Darwin subit une attaque aérienne japonaise massive. Le Peary est attaqué par des bombardiers en piqué japonais et touché par cinq bombes. Entre 88 et 93 officiers et hommes, dont le commandant Bermingham décèdent dans cette attaque. 57 ont survécu, dont 20 ont été blessés.
L'USS Peary est le premier destroyer de la flotte asiatique à être coulé pendant la Seconde Guerre mondiale. Il est rayé du Naval Vessel Register le 8 mai 1942.

## Décorations
Le Peary a reçu une battle star pour son service pendant la Seconde Guerre mondiale.

## Aujourd'hui

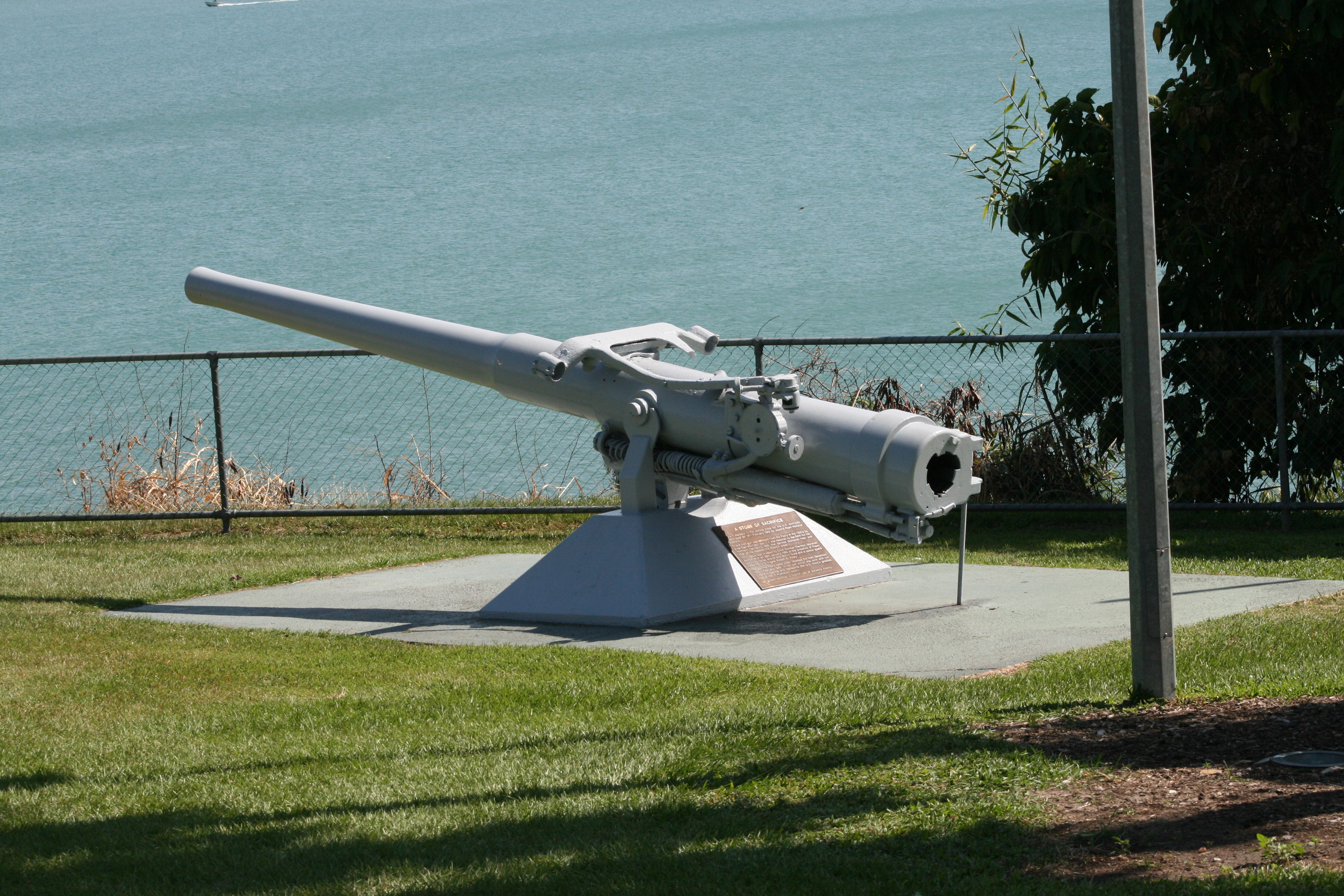
Mémorial de l'USS Peary à Darwin.

### Mémorial
Un mémorial subsiste à Darwin en l'honneur des vies perdues. Ce mémorial, situé dans le parc Bicentennial, se compose d'une plaque et d'un des canons de pont de 4 pouces récupérés sur l'épave du Peary. Ce canon est dirigé vers le « lieu de repos du Peary » depuis le port. Peter Grose, auteur de An Awkward Truth: The Bombing of Darwin, February 1942, cite : « La réponse condamnée mais magnifique du destroyer USS Peary dans le port de Darwin alors que les bombardiers en piqué japonais grouillaient autour de lui mérite une place dans les livres de légende de l'histoire militaire américaine ».

### Épave
La coque gît à une vingtaine de mètres de profondeur à la position géographique 12° 28′ 30″ S, 130° 49′ 45″ E
. L'épave elle-même est un mémorial pour ceux qui ont perdu la vie lors du premier bombardement sur le sol australien et pour ceux qui ont défendu Darwin.